# Жданов, Александр Аркадьевич
Жданов, Александр Аркадьевич (1955, Петрозаводск) — российский специалист в области адаптивного управления и поведения, распознавания образов, нейронных сетей, алгоритмов принятия решений, робототехники, доктор физико-математических наук (1995), профессор (2005) базовой каф. МФТИ в ИТМиВТ, главный научный сотрудник отдела научной подготовки проектов Института точной механики и вычислительной техники имени С. А. Лебедева Российской академии наук (ИТМиВТ).

## Научная биография
В 1978 году — окончил Факультет автоматики и вычислительной техники Кировского политехнического института по специальности «Электронные вычислительные машины».
В 1981—1984 гг. — был аспирантом ЛФТИ им. А.Ф.Иоффе АН СССР, тема канд. дисс. (1985): «Исследование длиннопериодических вариаций рентгеновского излучения Солнца».
С 1987 по 1989 гг. — трудился в Кировском педагогическом институте заведующим кафедрой Информатики и вычислительной техники.
В 1989—1993 — учился в докторантуре ВЦ РАН.
В 1995 году — по итогам защиты диссертации «Метод автономного адаптивного управления» присвоена учёная степень доктора физ.-матем. наук, в 2005 г. — учёное звание профессора.
В 1995—2007 гг. — заведующий отделом методов адаптивного управления в Институте Системного Программирования РАН.
С 2007 г. — по наст. время — главный научный сотрудник в АО «Институт точной механики и вычислительной техники им. С. А. Лебедева РАН» (ИТМиВТ).

## Научные интересы
- Адаптивное управление и поведение, распознавание образов, нейронные сети, алгоритмы принятия решений, робототехника.
- Методы, программные и аппаратные компоненты и системы цифрового управления сложными объектами.
- Метод и системы автономного адаптивного управления (ААУ).
- Искусственный интеллект.

## Основные труды
Проф. А. А. Жданов является автором более 150 научных работ, в том числе ряда учебных пособий и учебно-методических комплексов, а также научно-популярных статей и выступлений.

### Монографии
- Жданов А. А. Автономный искусственный интеллект. М.: БИНОМ. Лаборатория знаний, 2009. Изд-е 2-е 359 с.

### Статьи
- Жданов А. А.  Адаптивные машины — неизбежное направление развития техники. Задачи и проблемы. // XII Всерос. науч.-техн. конф. «Нейроинформатика — 2010»: Лекции по нейроинформатике. — М.: НИЯУ МИФИ, 2010. С. 162—211.
- и др. (подробный перечень научных трудов, в том числе с полнотекстовыми ссылками, представлен на странице лаборатории проф. А. А. Жданова[2].)

## Преподавательская деятельность
С 1987 по 1989 гг. заведовал кафедрой Информатики и вычислительной техники
в Кировском педагогическом институте.
В течение ряда лет читал лекционные спецкурсы «Распознавание образов», «Нейронные сети» на базовой кафедре Системного программирования (ФУПМ, МФТИ).
В 2005 году присвоено учёное звание профессора МФТИ.
В настоящее время является профессором базовой кафедрой ЭВМ ФРТК МФТИ в ИТМиВТ, где читает курс: «Системы цифрового адаптивного управления», руководит научно-исследовательской работой нескольких аспирантов МФТИ и аспирантов ИТМ и ВТ.
Под руководством А. А. Жданова защищено 6 диссертаций к.ф.-м.н.
В н.в. руководит научно-исследовательской деятельностью студентов и аспирантов в рамках Группы исследования методов адаптивного управления AAC-Lab
По мере возможности откликается на предложения по проведению семинаров на ВМК МГУ, популярных лекций по вопросам искусственного интеллекта и адаптивного управления (к примеру, в Дарвиновском музее) и др. Видеозаписи его выступлений можно посмотреть в сети.